# قشلاق قره دره اسمخان صفرکندی
قشلاق قره دره اسمخان صفرکندی یک روستا در ایران است که در استان اردبیل واقع شده‌است. قشلاق قره دره اسمخان صفرکندی ۴۱ نفر جمعیت دارد.